# Liga Peninsular de Béisbol 2016
La Temporada 2016 de la Liga Peninsular de Béisbol fue la edición número 1 de la cuarta etapa de este circuito. Se realizó entre los meses de octubre a diciembre. Esta temporada se jugó en los estados de Campeche y Yucatán, y la integraron 4 equipos con convenios con clubes de la Liga Mexicana de Béisbol.
Los Piratas de Escárcega se coronaron campeones del circuito por primera vez al derrotar en la Serie Final a los Leones de Yucatán por 4 juegos a 0. El mánager campeón fue Arnoldo "Kiko" Castro.

## Sistema de competencia
El calendario fue de 42 juegos a dos vueltas, el cual inició el sábado 15 de octubre de 2016 y finalizó el domingo 11 de diciembre. La segunda mitad inició el miércoles 16 de noviembre. Calificaron los dos mejores equipos del rol regular a una serie final a ganar cuatro de siete juegos posibles, a partir del martes 13 de diciembre. La Temporada llevó el nombre de Francisco "Chitopán" Araos.

## Equipos participantes
Temporada Francisco "Chitopán" Araos
| Liga Peninsular de Béisbol 2016 |                |                     |                              |
| Equipo                          | Mánager        | Sede                | Estadio                      |
| Leones de Yucatán               | Willie Romero  | Mérida, Yucatán     | Kukulcán Álamo               |
| Piratas de Escárcega            | Arnoldo Castro | Escárcega, Campeche | Francisco Castillo Maldonado |
| Rojos del Águila de Champotón   | Héctor Hurtado | Champotón, Campeche | Alfonso Durán Castillo       |
| Vaqueros de Calkiní             | Ramón Esquer   | Calkiní, Campeche   | Roque Sánchez Espadas        |

## Posiciones
- Actualizadas las posiciones al 11 de diciembre de 2016. [5]

### Primera Vuelta
| Liga Peninsular de Béisbol | Liga Peninsular de Béisbol | Liga Peninsular de Béisbol | Liga Peninsular de Béisbol | Liga Peninsular de Béisbol | Liga Peninsular de Béisbol | Liga Peninsular de Béisbol |
| Equipo                     | JG                         | JP                         | JE                         | PCT                        | JV                         | PTS                        |
| -------------------------- | -------------------------- | -------------------------- | -------------------------- | -------------------------- | -------------------------- | -------------------------- |
| Escárcega                  | 13                         | 9                          | 0                          | .591                       | -                          | 8                          |
| Yucatán                    | 13                         | 9                          | 0                          | .591                       | -                          | 7                          |
| Calkiní                    | 12                         | 10                         | 0                          | .545                       | 1.0                        | 6                          |
| Champotón                  | 6                          | 16                         | 0                          | .273                       | 7.0                        | 5                          |

### Segunda Vuelta
| Liga Peninsular de Béisbol | Liga Peninsular de Béisbol | Liga Peninsular de Béisbol | Liga Peninsular de Béisbol | Liga Peninsular de Béisbol | Liga Peninsular de Béisbol | Liga Peninsular de Béisbol |
| Equipo                     | JG                         | JP                         | JE                         | PCT                        | JV                         | PTS                        |
| -------------------------- | -------------------------- | -------------------------- | -------------------------- | -------------------------- | -------------------------- | -------------------------- |
| Yucatán                    | 14                         | 5                          | 0                          | .737                       | -                          | 8                          |
| Calkiní                    | 9                          | 8                          | 1                          | .529                       | 4.0                        | 7                          |
| Escárcega                  | 8                          | 11                         | 1                          | .421                       | 6.0                        | 6                          |
| Champotón                  | 6                          | 13                         | 0                          | .316                       | 8.0                        | 5                          |

### Global
| Liga Peninsular de Béisbol | Liga Peninsular de Béisbol | Liga Peninsular de Béisbol | Liga Peninsular de Béisbol | Liga Peninsular de Béisbol | Liga Peninsular de Béisbol | Liga Peninsular de Béisbol |
| Equipo                     | JG                         | JP                         | JE                         | PCT                        | JV                         | PTS                        |
| -------------------------- | -------------------------- | -------------------------- | -------------------------- | -------------------------- | -------------------------- | -------------------------- |
| Yucatán                    | 27                         | 14                         | 0                          | .659                       | -                          | 15                         |
| Calkiní                    | 21                         | 18                         | 1                          | .538                       | 5.0                        | 13                         |
| Escárcega                  | 21                         | 20                         | 1                          | .512                       | 6.0                        | 14                         |
| Champotón                  | 12                         | 29                         | 0                          | .293                       | 15.0                       | 10                         |

| Clasificado a la Serie Final |

## Serie Final
La Serie Final se disputó entre los dos mejores equipos en la suma de puntos entre ambas vueltas, los Leones de Yucatán que acumularon 15 puntos y los Piratas de Escárcega con 14.

### Escárcegavs.Yucatán

#### Juego 1
13 de diciembre de 2016; Parque Kukulcán Álamo, Mérida, Yucatán.
| Equipo                                                                 | 1 | 2 | 3 | 4 | 5 | 6 | 7 | 8 | 9 | 10 | 11 | 12 | 13 | C | H | E |
| ---------------------------------------------------------------------- | - | - | - | - | - | - | - | - | - | -- | -- | -- | -- | - | - | - |
| Escárcega                                                              | 0 | 2 | 0 | 0 | 0 | 0 | 0 | 0 | 0 | 0  | 0  | 0  | 1  | 3 | # | # |
| Yucatán                                                                | 0 | 0 | 0 | 2 | 0 | 0 | 0 | 0 | 0 | 0  | 0  | 0  | 0  | 2 | # | # |
| G: Aldo Montes (1-0); P: Jonathan Durán (0-1); SV: Francisco Haro (1). |   |   |   |   |   |   |   |   |   |    |    |    |    |   |   |   |
| HR: No hubo.                                                           |   |   |   |   |   |   |   |   |   |    |    |    |    |   |   |   |

- Escárcega lidera la serie 1-0.

#### Juego 2
14 de diciembre de 2016; Parque Kukulcán Álamo, Mérida, Yucatán.
| Equipo                                                                | 1 | 2 | 3 | 4 | 5 | 6 | 7 | 8 | 9 | 10 | C | H | E |
| --------------------------------------------------------------------- | - | - | - | - | - | - | - | - | - | -- | - | - | - |
| Escárcega                                                             | 0 | 0 | 0 | 0 | 0 | 0 | 0 | 0 | 2 | 3  | 5 | # | # |
| Yucatán                                                               | 1 | 0 | 0 | 1 | 0 | 0 | 0 | 0 | 0 | 0  | 2 | # | # |
| G: Luis Castillo (1-0); P: Alexis Ruiz (0-1); SV: Francisco Haro (2). |   |   |   |   |   |   |   |   |   |    |   |   |   |
| HR: No hubo.                                                          |   |   |   |   |   |   |   |   |   |    |   |   |   |

- Escárcega lidera la serie 2-0.

#### Juego 3
16 de diciembre de 2016; Estadio Francisco Castillo Maldonado, Escárcega, Campeche.
| Equipo                                                    | 1 | 2 | 3 | 4 | 5 | 6 | 7 | 8 | 9 | C | H | E |
| --------------------------------------------------------- | - | - | - | - | - | - | - | - | - | - | - | - |
| Yucatán                                                   | 0 | 2 | 0 | 0 | 0 | 0 | 0 | 1 | 0 | 3 | # | # |
| Escárcega                                                 | 0 | 3 | 0 | 0 | 3 | 0 | 0 | 1 | X | 7 | # | # |
| G: Luis Serna (1-0); P: Esner Reynoso (0-1); SV: No hubo. |   |   |   |   |   |   |   |   |   |   |   |   |
| HR: No hubo.                                              |   |   |   |   |   |   |   |   |   |   |   |   |

- Escárcega lidera la serie 3-0.

#### Juego 4
17 de diciembre de 2016; Estadio Francisco Castillo Maldonado, Escárcega, Campeche.
| Equipo                                                     | 1 | 2 | 3 | 4 | 5 | 6 | 7 | 8 | 9 | C  | H | E |
| ---------------------------------------------------------- | - | - | - | - | - | - | - | - | - | -- | - | - |
| Yucatán                                                    | 0 | 0 | 0 | 0 | 0 | 0 | 0 | 0 | 0 | 0  | # | # |
| Escárcega                                                  | 6 | 0 | 0 | 0 | 1 | 1 | 0 | 3 | X | 11 | # | # |
| G: Francisco Haro (1-0); P: Luis Reyes (0-1); SV: No hubo. |   |   |   |   |   |   |   |   |   |    |   |   |
| HR: ESC - J. Lugo (1).                                     |   |   |   |   |   |   |   |   |   |    |   |   |

- Escárcega gana la serie 4-0.[10]

## Líderes
A continuación se muestran los lideratos tanto individuales como colectivos de los diferentes departamentos de bateo y de pitcheo.

### Bateo
| Categoría           | Individual                                                                              | Marca | Colectivo            | Marca |
| ------------------- | --------------------------------------------------------------------------------------- | ----- | -------------------- | ----- |
| Porcentaje          | Odannis Montero (CAL)                                                                   | .357  | Vaqueros de Calkiní  | .282  |
| Carreras Producidas | Odannis Montero (CAL)                                                                   | 30    | Vaqueros de Calkiní  | 195   |
| Home Runs           | Christian Casas (CHA) Odannis Montero (CAL) Pedro Chavarría (CAL) Juan Avena (CAL)      | 5     | Vaqueros de Calkiní  | 25    |
| Carreras Anotadas   | Alan López (CAL)                                                                        | 29    | Vaqueros de Calkiní  | 226   |
| Hits                | Odannis Montero (CAL)                                                                   | 51    | Vaqueros de Calkiní  | 364   |
| Dobles              | Odannis Montero (CAL)                                                                   | 12    | Piratas de Escárcega | 62    |
| Triples             | Alan López (CAL) Brayan Quintero (YUC) Francisco Hernández (YUC) Aarón Colmenares (YUC) | 3     | Leones de Yucatán    | 19    |
| Bases Robadas       | Brian Núñez (YUC)                                                                       | 8     | Piratas de Escárcega | 24    |

### Pitcheo
| Categoría       | Individual                                                                          | Marca | Colectivo            | Marca |
| --------------- | ----------------------------------------------------------------------------------- | ----- | -------------------- | ----- |
| Efectividad     | Jorge Rivera (ESC)                                                                  | 1.38  | Piratas de Escárcega | 3.29  |
| Juegos Ganados  | Eduardo Álvarez (YUC) Héctor Villalobos (CAL) Carlos Pech (YUC) Esner Reynoso (YUC) | 4     | Leones de Yucatán    | 27    |
| Ponches         | Jorge Rivera (ESC)                                                                  | 56    | Piratas de Escárcega | 349   |
| Juegos Salvados | Leonel Rivera (YUC)                                                                 | 6     | Leones de Yucatán    | 12    |